# Paratyphlus
Paratyphlus es un género de coleópteros polífagos estafilínidos (Staphylinidae). Se distribuyen por el paleártico: península ibérica, las Baleares y el Magreb.

## Especies
Se reconocen las siguientes:
- Paratyphlus algarvensis
- Paratyphlus atlasicus
- Paratyphlus baetulonensis
- Paratyphlus berberus
- Paratyphlus besucheti
- Paratyphlus brazensis
- Paratyphlus carmeloi
- Paratyphlus carvoeirensis
- Paratyphlus cephalotes
- Paratyphlus comarrugi
- Paratyphlus cristobali
- Paratyphlus deformis
- Paratyphlus delicatulus
- Paratyphlus doderoi
- Paratyphlus episcopus
- Paratyphlus espunae
- Paratyphlus fourhalensis
- Paratyphlus gamizae
- Paratyphlus ginestensis
- Paratyphlus hamatus
- Paratyphlus lagari
- Paratyphlus lencinai
- Paratyphlus leonoris
- Paratyphlus lschnotyphlus
- Paratyphlus maestratensis
- Paratyphlus magnispinus
- Paratyphlus mallorcensis
- Paratyphlus marinae
- Paratyphlus mateui
- Paratyphlus menorquensis
- Paratyphlus morandi
- Paratyphlus necropolis
- Paratyphlus paui
- Paratyphlus pedroi
- Paratyphlus portensis
- Paratyphlus regalis
- Paratyphlus riberai
- Paratyphlus serratensis
- Paratyphlus serratus
- Paratyphlus sitgensis
- Paratyphlus spiniphallus
- Paratyphlus torressalai
- Paratyphlus tristancanoi
- Paratyphlus tudmirensis